# Chiesa della Beata Vergine Assunta (Borore)
La chiesa della Beata Vergine Assunta è un edificio religioso situato a Borore, centro abitato della Sardegna centrale; consacrata al culto cattolico, è sede dell'omonima parrocchia e fa parte della diocesi di Alghero-Bosa.
L'edificio, risalente al XVII secolo, si affaccia su un'ampia piazza formata dall'incrocio tra la via Roma e la via Parrocchia. La facciata è in stile barocco, a coronamento piatto, con due campanili laterali con luci ad arco a tutto sesto e cupoletta.
La chiesa custodisce dipinti di notevole valore storico; in particolare un san Lussorio del XVI secolo, nel quale appare la prima raffigurazione pittorica del costume sardo, e quattro teleri raffiguranti altrettanti evangelisti, dipinto nel 1895 dal maestro Emilio Scherer e restaurato a fine secolo scorso.

Nella cappella dedicata a sant'Antonio abate si può ammirare un pregevole altare ligneo policromo del '700 che si presenta come una grande pala d'altare sulla quale trovano sistemazione sei statue di santi distribuite.

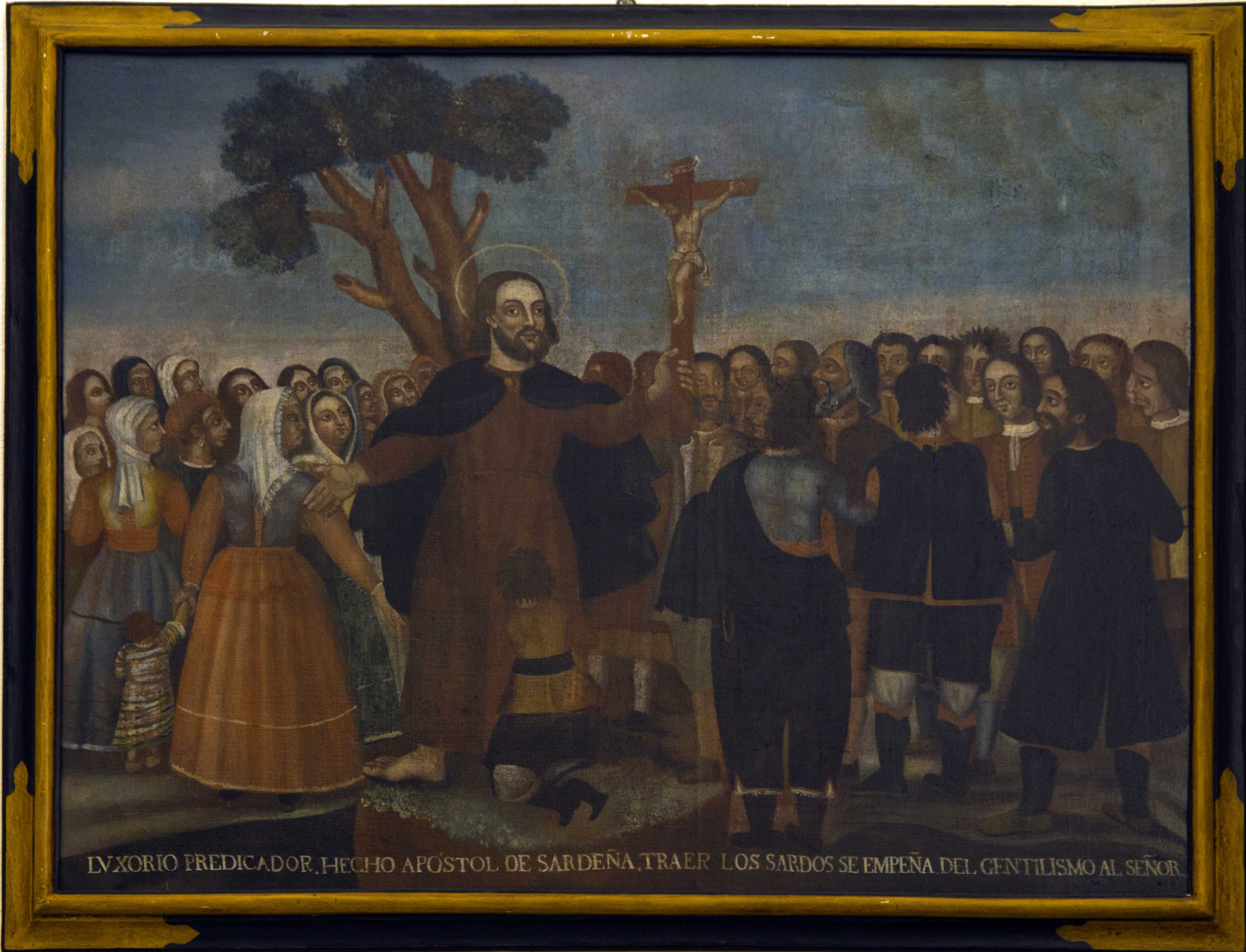
San Lussorio martire, XVI sec.

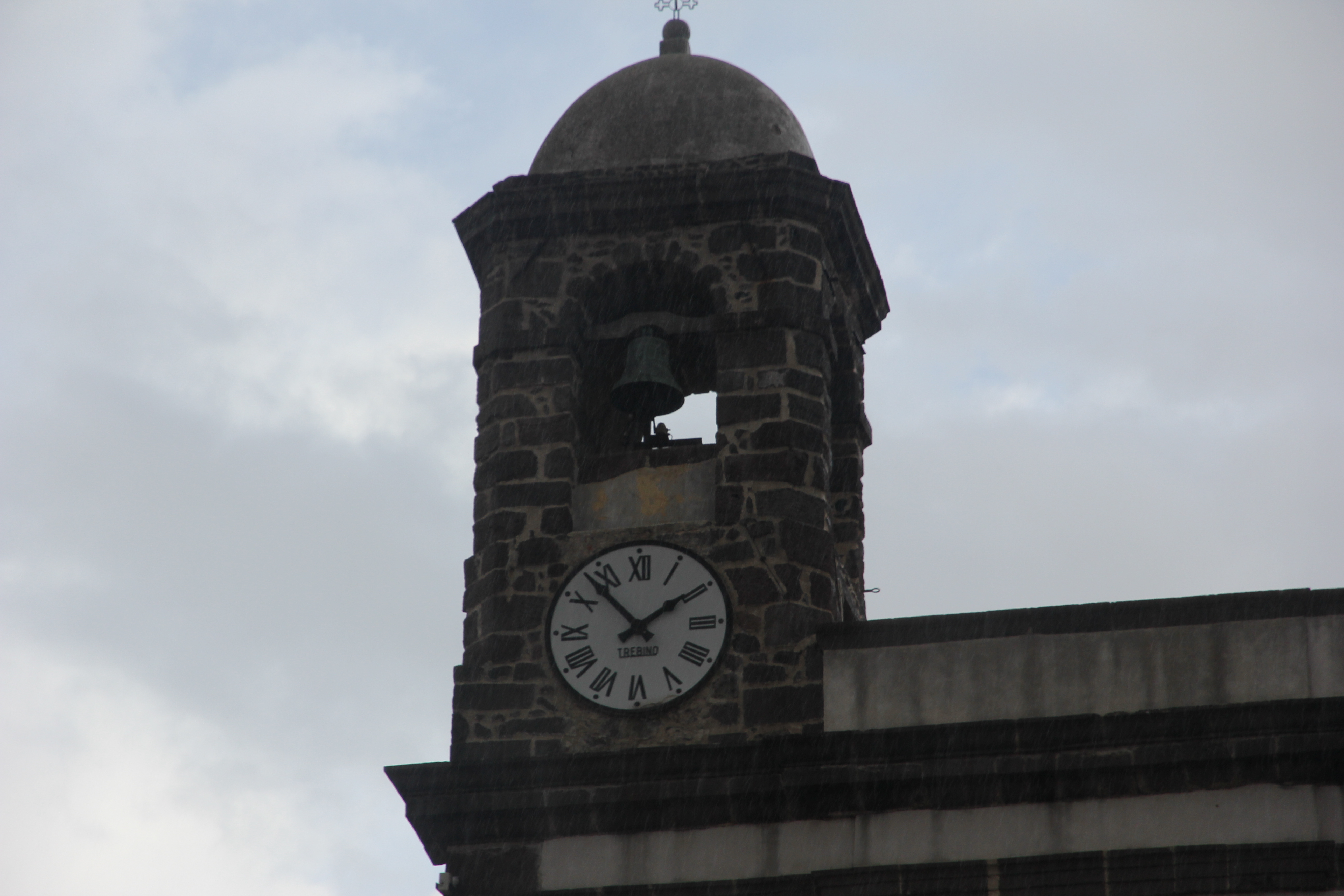